# Hacine
Hacine là một đô thị thuộc tỉnh Mascara, Algérie. Dân số thời điểm năm 2002 là 9.176 người.